# Salton Sea

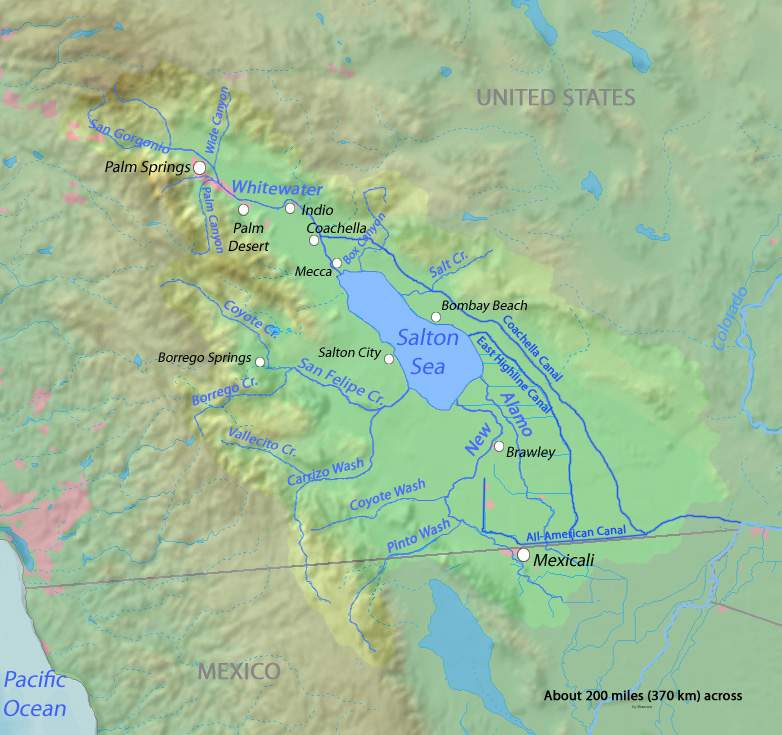
Mapa obszaru wokół Salton Sea

Salton Sea (Słone Morze) – słone, endoreiczne jezioro, o zasoleniu 54 g/l, sztucznie stworzone przez California Development Company dla celów rolniczych w rejonie miasta Salton, na obszarze hrabstw Imperial i Riverside w stanie Kalifornia, USA. Jest to druga (po Dolinie Śmierci) największa depresja w USA. Historycznie jest nazywane „Cahuilla Valley” od nazwy wodza Cahuilla plemienia Indian zamieszkującego na tym terenie.

## Historia
Jezioro Salton powstało przez przypadek w 1905 roku, kiedy woda z rzeki Kolorado wylała ze źle zbudowanego systemu nawadniającego California Development Company. Jezioro rosło przez następne dwa lata, dopóki robotnicy nie byli w stanie powstrzymać ogromnego przepływu. Do tego czasu zbiornik wodny o powierzchni 400 mil kwadratowych utworzył się w basenie Salton w południowej Kalifornii. Zbiornik nazwano Salton See 
W 1990 r. władze stanu Kalifornia rozważały plan rewitalizacji tego obszaru, ale do 2015 roku niewiele z niego wyszło. Od lat dwudziestych do lat osiemdziesiątych XX w (kiedy wzrastające zasolenie oraz stężenie pestycydów spowodowały masowe wymieranie fauny) jezioro było popularnym miejscem turystycznym. Obecne ośrodki wypoczynkowe opustoszały.

## Geografia
Jezioro leży na terenach tektonicznych San Andreas Fault, San Jacinto Fault, Imperial Fault Zone,
Jezioro położone jest w depresji poniżej poziomu morza, a najniższy punkt leży 84,7 m p.p.m.
O ile objętość jeziora zależy od przypływów z agrykulturalnych melioracyjnych wpływów z wyżyn i opadów deszczu, jezioro rozciąga się na 24 km na 56 km, o powierzchni 890 km² do 910 km².
Temperatura wody drastycznie zmienia się podczas roku, od 10 °C zimą, do 35 °C latem.
W związku z dużym zasoleniem wody jedyną rybą, która może tolerować tak duże zasolenie jest tilapia. Jezioro zamieszkuje około 400 gatunków ptaków.
Obecnie elektrownie wodne wokół jeziora produkują około 186,62 megawatów energii elektrycznej.
Poziom wody w jeziorze spadł z 24 m do 4 metrów. Obecnie rozważane są plany restauracji jeziora poprzez wybudowanie albo tamy wodnej, albo 30 km rurociągu pompującego wodę z Oceanu Spokojnego. Projekt nazwano po piosenkarzu i polityku Sonny Bono (byłym mężu Cher).
Salton Sea jest największym jeziorem w stanie Kalifornia.
Już w XXI w. pod powierzchnią jeziora Salton Sea naukowcy odkryli jedno z największych na świecie złóż litu, pierwiastka określanego mianem "białego złota", niezbędnego do budowy akumulatorów litowo-jonowych. Zasoby oceniono na nawet 18 mln ton litu, co przy aktualnej (2024) cenie tego surowca wynoszącej 29 tys. dolarów amerykańskich za tonę czyni je warte ok. 500 miliardów dolarów.